# Paulinho (ur. 1993)
Paulinho, właśc. Paulo Victor de Menezes Melo (ur. 29 maja 1993 w São Paulo) – brazylijski piłkarz, grający na pozycji napastnika.

## Kariera piłkarska

### Kariera klubowa
Wychowanek klubu Corinthians Paulista. W 2013 rozpoczął karierę piłkarską w Corinthians. Potem występował na zasadach wypożyczenia w klubach América-RN, Rio Claro i Portuguesa. 20 stycznia 2016 podpisał 2-letni kontrakt z Zorią Ługańsk. 26 stycznia 2018 przeszedł do Lewskiego Sofia.

## Sukcesy i odznaczenia

### Sukcesy piłkarskie
Corinthians
- zdobywca Recopa Sudamericana: 2013

Zoria Ługańsk
- finalista Pucharu Ukrainy: 2015/16